# Dżablat al-Hamra
Dżablat al-Hamra (arab. جبلة الحمرة) – wieś w Syrii, w muhafazie Aleppo, w dystrykcie Al-Bab. W 2004 roku liczyła 736 mieszkańców.